# Championnat de France universitaire de tir à l'arc
Le Championnat de France universitaire de tir à l'arc est organisé par la Fédération française du sport universitaire. Cette compétition est accessible uniquement aux étudiants des universités et élèves des établissements d’enseignement supérieur. Le gagnant peut représenter la France au championnat d'Europe universitaire ainsi qu'à l'Universiade.

## Editions
| Année | Date        | Lieu           |
| ----- | ----------- | -------------- |
| 2017  | 14-16 mars  | Cergy Pontoise |
| 2018  | 14-16 mars  | Pavilly        |
| 2019  | 7-8 février | Balma          |
| 2020  | 4-6 février | Dijon          |

## Records
| Discipline   | Sexe  | Arme          | Archer           | Score | Maximum | Date            | Lieu  |
| ------------ | ----- | ------------- | ---------------- | ----- | ------- | --------------- | ----- |
| Tir en salle | Homme | Arc à poulies | Yann Damour      | 591   | 600     | 14-16 mars 2017 | Dijon |
| Tir en salle | Femme | Arc à poulies | Pascale Lebecque | 575   | 600     | 2005            |       |

## Palmarès

### Classique

#### Individuel hommes
| Année | Or                                        | Argent                                | Bronze                                           |
| ----- | ----------------------------------------- | ------------------------------------- | ------------------------------------------------ |
| 2017  | Thomas Koenig INSA Lyon                   | Thomas Antoine Université de Lorraine | Mathieu Jimenez Université Pierre-et-Marie-Curie |
| 2018  | Stephane Kraus Université de Lorraine     | Sam Herlicq INSA Lyon                 | Thomas Koenig INSA Lyon                          |
| 2019  | Lou Thiron Université de Lorraine         | Thomas Koenig INSA Lyon               | Thibault Cuminal Université de Lyon              |
| 2020  | Florian Billoue Université Paris-Dauphine | Florian Bossard Université Paris-XIII | Sam Herlicq INSA Lyon                            |

#### Individuel femmes
| Année | Or                                           | Argent                                             | Bronze                                                   |
| ----- | -------------------------------------------- | -------------------------------------------------- | -------------------------------------------------------- |
| 2017  | Audrey Adiceom Université de Lorraine        | Clémence Tellier Université de Bordeaux            | Sophie Planeix Université Paris-Est-Créteil-Val-de-Marne |
| 2018  | Anais Mast Université de Bordeaux            | Madison Scheppers Université de Lorraine           | Aurore Laplanche Université de Picardie                  |
| 2019  | Audrey Adiceom Université Paris-Dauphine     | Salomé Bichon Université de Nantes                 | Eva Chretien Université Rennes-II                        |
| 2020  | Marianne Levade Université de Caen-Normandie | Oceane Callisto Université de Bretagne-Occidentale | Eva Chretien Université Rennes-II                        |

#### Equipe
| Année | Or                     | Argent                | Bronze                 |
| ----- | ---------------------- | --------------------- | ---------------------- |
| 2017  | Université de Lorraine | INSA Lyon Equipe 1    | INSA Lyon Equipe 2     |
| 2019  | Université de Lorraine | INSA Lyon             | Université de Lyon     |
| 2020  | Université Rennes-I    | Université Paris-XIII | Université de Picardie |

### Arc à poulies

#### Individuel hommes
| Année | Or                                       | Argent                                                  | Bronze                                                    |
| ----- | ---------------------------------------- | ------------------------------------------------------- | --------------------------------------------------------- |
| 2017  | Nicolas Delavault Université de Poitiers | Thomas Engels Université Caen-Normandie                 | Quentin Baraer Université Rennes-II                       |
| 2018  | Benjamin Piron Université de Picardie    | Corentin Hamard Université Caen-Normandie               | Patrick Jordan Université de Montpellier                  |
| 2019  | Yan Damour Université de Rennes          | Melvin Bouvier Asu Grenoble Alpes IUT                   | Léo Mosnier École d'ingénieurs généralistes - La Rochelle |
| 2020  | Yan Damour Université de Rennes          | Kevin Marleaux Université de Pau et des pays de l'Adour | Baptiste Giroud Université Toulouse-Jean-Jaurès           |

#### Individuel femmes
| Année | Or                                     | Argent                                       | Bronze                                      |
| ----- | -------------------------------------- | -------------------------------------------- | ------------------------------------------- |
| 2017  | Julie Bogo Université d'Aix-Marseille  | Pauline Pourrier Université de Rennes        | Amandine Goffinet Université Caen-Normandie |
| 2018  | Morgane Sanchez Université de Lyon     | Amandine Goffinez Université Caen-Normandie  | Blandine Charrat Université de Lyon         |
| 2019  | Lola Grandjean Université de Bourgogne | Coline Lemaitre Université Panthéon-Sorbonne | Blandine Charrat Université de Lyon         |
| 2020  | Lola Grandjean Université de Bourgogne | Oceane Viauvy Université de Tours            | Blandine Charrat Université de Lyon         |

#### Equipe
| Année | Or                         | Argent                    | Bronze                 |
| ----- | -------------------------- | ------------------------- | ---------------------- |
| 2017  | Université d'Aix-Marseille | Université Caen-Normandie | Université de Poitiers |
| 2019  | Université de Poitiers     | Université Caen-Normandie | Université de Nantes   |
| 2020  | Pas de tir par équipe      | Pas de tir par équipe     | Pas de tir par équipe  |